# Перед классом
Перед классом (англ. Front of the Class) — американская документальная драма 2008 года режиссёра Питера Уэрнера, основанная на книге Брэда Коэна «Перед классом: как синдром Туретта сделал меня учителем, которого у меня никогда не было» (оригинальное название: «Front of the Class: How Tourette Syndrome Made Me the Teacher I Never Had»), изданной в 2005 году в соавторстве с Лизой Высоцки. В ней рассказывается о жизни Коэна с синдромом Туретта и о том, как это вдохновило его на преподавание другим ученикам.
По книге был снят телефильм, вошедший в Зал славы Hallmark, с участием новичка Джеймса Уока, выпускника Мичиганского университета 2007 года, а также с участием Трита Уильямса и обладательницы премии «Эмми» актрисы Патрисии Хитон в ролях родителей Коэна; фильм вышел в эфир на канале CBS 7 декабря 2008 года.

## Описание сюжета
Двенадцатилетний Брэд Коэн живёт в Миссури со своей разведённой матерью Эллен и младшим братом Джеффом. Из-за своих тиков он постоянно попадает в неприятности с отцом Норманом и учителями в школе. На одном из уроков учительница вызывает его вперёд, чтобы заставить извиниться перед классом за то, что он срывал урок, и пообещать, что больше так не будет. Решив выяснить, что не так с её сыном, Эллен обращается за медицинской помощью. Психиатр считает, что тики Брэда — результат развода родителей. Эллен отправляется в библиотеку и находит в медицинской книге информацию о синдроме Туретта. Она показывает её психиатру, который соглашается с диагнозом и говорит, что лечения не существует. Вскоре Брэд и его мать стали посещать группу поддержки. С тех пор Брэд стремится никогда не быть похожим на других участников группы поддержки и добиться успеха.
В начале средней школы Брэда вызывают к директору за нарушение дисциплины. Директор приглашает его на школьный концерт позже днём. В конце концерта, который был омрачён тиками Туретта у Брэда, он вызывает Брэда на сцену и просит его рассказать о своём состоянии. Когда Брэд возвращается на своё место, школа аплодирует ему. С этого момента Брэд, как и директор, мечтает стать учителем.
Повзрослев, Брэд живёт со своим соседом по комнате Роном в Джорджии и кроликом по кличке Вафля и ищет работу учителем начальной школы. После 24 собеседований ему отказывают из-за синдрома Туретта, но наконец-то его принимают и дают работу.
В свой первый рабочий день Брэд объясняет синдром своим ученикам. Он помогает мальчику с СДВГ и обсессивно-компульсивным расстройством, Томасу, с чтением и производит впечатление на Хизер, девочку с терминальной стадией рака. Отец другой ученицы забирает её с урока Брэда, опасаясь, что Брэд будет её отвлекать. Когда маленькая девочка снова пытается пробраться в класс Брэда, он выражает ей свою благодарность, но не противится желанию отца девочки и напоминает ей, что отец делает то, что, по его мнению, лучше для неё.
Брэд знакомится с женщиной по имени Нэнси Кин на сайте знакомств. После некоторого времени отношений он приглашает её на День благодарения к Эллен, где говорит Нэнси, что любит её, и это чувство взаимно. Он признается Эллен в своих опасениях, что Нэнси надоест его тики, но она успокаивает его, говоря, что он не должен позволять своему состоянию мешать ему учиться.
Наблюдатель в школе оценивает работу Брэда, и директор объявляет, что Брэд удостоен награды «Учитель года», которую он принимает перед своей семьёй, друзьями и учениками.
Текстовый эпилог рассказывает, что Брэд получил степень магистра, нарядился талисманом бейсбольной команды «Атланта Брэйвз» и женился на Нэнси в 2006 году.

## Актёры и роли
| Актёр              | Персонаж                                       |
| ------------------ | ---------------------------------------------- |
| Джеймс Уок         | Брэд Коэн                                      |
| Доминик Скотт Кей  | Брэд Коэн подросток                            |
| Трит Уильямс       | Норман Коэн, отец Брэда                        |
| Патриция Хитон     | Эллен Коэн, мать Брэда                         |
| Джонни Пакар       | Джефф Коэн, младший брат Брэда                 |
| Чарльз Генри Висон | Джефф Коэн подросток                           |
| Сара Дрю           | Нэнси Кин, девушка и впоследствии жена Брэда   |
| Чарли Финн         | Рон, сосед Брэда по комнате                    |
| Кэтлин Йорк        | Диана Коэн, вторая жена Нормана и мачеха Брэда |
| Джо Крест          | Джим Овби                                      |
| Майк Пневски       | Директор Майер                                 |
| Кэтрин Шеплер      | Хизер, ученица Брэда с последней стадией рака  |
| Зак Миллер         | Томас, трудный подросток, ученик Брэда         |
| Анна Раппапорт     | Аманда, одна из учениц Брэда                   |
| Эшли Янг           | Одна из учениц Брэда, подруга Хизер            |

## Производство
Сценарий был адаптирован по книге Брэда Коэна, а режиссёром фильма стал Питер Уэрнер. Производство проходило в Шривпорте, штат Луизиана.
После своего появления на шоу Опры Уинфри в 2006 году, в 2007 году Коэн выступил на конференции, посвящённой Тимоти Шрайверу, представителю Специальной Олимпиады. По словам Шрайвера, «зрители смеялись, потом плакали, потом смеялись, потом плакали, потом аплодировали, а в конце устроили ему бурную овацию стоя». Шрайвер предложил Коэну снять фильм и год спустя стал исполнительным продюсером.
Чтобы точно изобразить тики Коэна, Уолк и Кей просматривали видеозаписи и работали с преподавателем диалекта, описывая свою подготовку как «тренировочный лагерь для синдрома Туретта». Коэн сказал, что изображение его тиков «очень, очень достоверно». Хитон, мать четверых детей, была привлечена к сценарию, потому что ей нравилась эта сильная мать: «В конце концов, она сама пошла в библиотеку – как это делают матери, чтобы бороться до конца за своих детей и выяснить, в чём дело, – и поняла, что у него синдром Туретта», – пояснила Хитон.
Хотя у большинства детей тики постепенно отступают по мере взросления, у Коэна всё ещё часто и громко тикают голоса, и он лает. Он пошутил: «Надеюсь, меня не выгонят из моего собственного фильма».

## Релиз
Фильм был выпущен на DVD в январе 2009 года. Также на DVD был выпущен экземпляр с автографом автора Брэда Коэна.

## Рецензия
Коэн стремился к тому, чтобы фильм оставался правдивым и не раздувал сенсационную историю о синдроме Туретта. Он остался доволен результатом, хотя и отметил, что некоторые даты его жизни были ускорены для пущего эффекта (например, дата свадьбы).